# Apatheia
Apatheia (stgr. ἀπάθεια, apátheia, od a 'brak' i páthos 'doświadczenie) – w filozofii starożytnej stan lub postawa nieczułości, beznamiętności, niewzruszoności osiągany przez mędrca i któremu przypisywano wartość etyczną . 
W językach nowożytnych ze starożytnej apathei powstało pojęcie psychologiczne (apatia), mające jednak negatywne znaczenie i oznaczającę nieczułość i otępienie. 

## Filozofia starożytna
Już w epoce klasycznej, pod wpływem intelektualizmu Sokratesa, namiętności i emocje były oceniane negatywnie, jako zagrożenie dla jasności osądu i samokontroli. W epoce hellenistycznej to nastawienie uległo radykalizacji i apatheia stała się ideałem w wielu nurtach ówczesnej filozofii, do którego powinien zdążać mędrzec .
Pojęcie apathei jest zbliżone do pojęcia ataraksji, czasami (np. stoików), obu pojęć używa się zamiennie, a czasami można zauważyć różnice znaczeniowe czy związki pomiędzy nimi. Apatheia najczęściej wiązana jest z obojętnością wobec źródeł zamętu wewnętrznego (namiętności), natomiast ataraksja jest stanem braku takiego zamętu (pewną harmonią ducha). 
- Stoicy, uznający namiętności za źródło zła i braku szczęścia, ujmowali apatheię jako stan pożądany, warunek szczęśliwości. Apatheia była osiągana poprzez wykorzenienie błędnych sądów, z których rodziły się namiętności[1] . Stoicką apatheię przeciwstawiano postawie epikurejczyków, dążących do eliminacji bólu i cierpienia (aponii). Stoicy starali się wyeliminować jakiekolwiek namiętności, pojmowane jako forma błędów poznawczych[4].
- Cynicy uznawali, że jest to obojętność wobec tych wszystkich rzeczy, które są przez ludzi cenione. Łącznie z autarkią (samowystarczalnością) była cechą mędrca[1] .
- Stilpon ze szkoły megarejskiej uznawał, że jest ona zdolnością do nieodczuwania potrzeb[1] .
- Sceptyk Pyrron z Elidy uznawał ją za „całkowitą nieczułość”, osiągalną poprzez „ogołacanie kompletne człowieka”[1] .

## Immanuel Kant
Oprócz późniejszego przeniesienia tego pojęcia (wraz ze zmianą znaczenia) na obszar psychologii, apatheia pojawia się również w filozofii Immanuela Kanta. W Metafizyce moralności apatia moralna ujmowana jest jako brak uczuć, które są wzbudzane przez wrażenia zmysłowe. Taka apatia jest warunkiem cnoty i dzięki osiągnięciu równowagi ducha, źródłem siły.